# Lucky (Britney Spears)
"Lucky" is de tweede single van popzangeres Britney Spears' tweede studioalbum Oops!... I Did It Again, die uitkwam in het najaar van 2000. De single werd haar zesde top 5-hit (achter elkaar) in de Nederlandse Top 40. "Lucky" kwam op zijn hoogst op nummer 4 terecht en stond negen weken in de Top 40.
Het lied is zowel geschreven als geproduceerd door Max Martin en Rami; bij het schrijven deed Alexander Kronlund ook mee.

## Muziekvideo
De video voor "Lucky" werd geproduceerd door Dave Meyers. De video, opgenomen in Orlando in Florida, begint met Spears die het verhaal vertelt over het leven van de Hollywood-actrice Lucky (ook gespeeld door Spears). De gordijnen gaan open en er is een groot reclamebord te zien met Lucky erop. Ook Lucky's huis is te zien. Hoe rijk en mooi ze ook is, ze is toch verdrietig. Door deze scènes heen zien we de vertellende Spears glitters naar beneden strooien.
Vervolgens zien we hoe Lucky haar make-up opdoet en een Oscar ontvangt voor beste actrice bij de Oscars. Lucky ziet er heel gelukkig uit wanneer ze haar Oscar aanneemt en lacht de fans toe, maar het is een gekunstelde lach. Terwijl ze naar de limousine loopt en instapt, ziet ze de vertelster in de menigte fans en wordt verdrietig. Aan het einde van de video zien we hoe Lucky zichzelf tot slapen huilt, met haar make-up nog steeds op. De gordijnen gaan dicht en de video eindigt.

## Remixes/officiële versies
- Albumversie 3:26
- Jack D. Elliot Radio Mix 3:26
- Jason Nevins Mixshow Edit 5:51
- Riprock and Alex G. Radio Edit 3:58

| Lucky in de Nederlandse Top 40 | Lucky in de Nederlandse Top 40 | Lucky in de Nederlandse Top 40 | Lucky in de Nederlandse Top 40 | Lucky in de Nederlandse Top 40 | Lucky in de Nederlandse Top 40 | Lucky in de Nederlandse Top 40 | Lucky in de Nederlandse Top 40 | Lucky in de Nederlandse Top 40 | Lucky in de Nederlandse Top 40 | Lucky in de Nederlandse Top 40 |
| Week                           | 1                              | 2                              | 3                              | 4                              | 5                              | 6                              | 7                              | 8                              | 9                              | 10                             |
| ------------------------------ | ------------------------------ | ------------------------------ | ------------------------------ | ------------------------------ | ------------------------------ | ------------------------------ | ------------------------------ | ------------------------------ | ------------------------------ | ------------------------------ |
| Positie                        | 14                             | 5                              | 4                              | 6                              | 11                             | 13                             | 19                             | 23                             | 33                             | uit                            |